# ارنست چپمن
ارنست چپمن (انگلیسی: Ernest Chapman; ۱۱ آوریل ۱۹۲۶ – ۲۱ مارس ۲۰۱۳) قایقران روئینگ اهل استرالیا بود.